# 사쿠미촌
사쿠미촌(作見村)은 이시카와현 에누마군에 있던 촌이다. 현재의 가가시 북동부에 해당한다.

## 역사
- 1889년 4월 1일 - 정촌제 시행에 의해 8개 촌의 구역을 가지고 성립하였다.
- 1942년 11월 3일 - 시오쓰촌과 합병해 가타야마즈정이 성립하여, 동일 사쿠미촌은 폐지되었다. 가타야마즈 온천 마을이 시오쓰촌 및 사쿠미촌에 걸쳐 있어 행정적 통합이 어려웠던 사정도 있어 합병이 이루어졌다.

## 교통

### 철도
- 철도성
  - 호쿠리쿠 본선

### 도로
- 국도 제12호선 (현 국도 제8호선)

## 참고문헌
- 角川日本地名大辞典 17 石川県